# Event marketing
Event marketing – jedno z narzędzi komunikacji marketingowej, polegające na wykorzystaniu różnego rodzaju wydarzeń („eventów”) do realizacji celów przedsiębiorstwa. 
Event marketing może być definiowany jako forma komunikacji z określoną grupą odbiorców z wykorzystaniem wydarzeń, jak i zarządzanie marketingowe zestawem produktów (usług) zaangażowanych w realizację wydarzenia.
Event marketing, w odróżnieniu od innych form komunikacji z konsumentami, bazuje głównie na kontakcie bezpośrednim z marką. Eventy są też pretekstem do pozyskania uwagi mediów, przez co mogą stanowić alternatywę dla klasycznych form reklamy. Eventy marketingowe mogą być kierowane także do pracowników organizacji, przez co można je klasyfikować jako instrumenty komunikacji wewnętrznej.
Event marketing wiąże się w dużej mierze z emocjami. Koncertom, wyjazdom, pokazom, zawodom itd. – w naturalny sposób towarzyszą emocje, które powodują, że oglądanie zamienia się w przeżywanie. W takich warunkach rośnie szansa, że marka zapadnie odbiorcy w pamięć i utrwali w niej swój określony wizerunek.
Inną grupą są eventy kierowane do sektora B2B. Tu z kolei kluczowe są nie emocje, ale bezpośrednie relacje i networking, które mogą zaistnieć dzięki bezpośredniemu spotkaniu.

## Zagraniczne rozumienia event marketingu
Pierwsze definicje event marketingu wywodzą się z Europy Zachodniej i USA. Event marketing, jako obszar nauki, rozwija się silnie na rynkach niemieckim, brytyjskim, amerykańskim i kanadyjskim. Badania związane z tym obszarem dostępne są także na rynkach włoskim, czeskim oraz w krajach skandynawskich.
Szerokie badania dotyczące event marketingu można napotkać w Niemczech, gdzie eventy na usługach marketingu są przedmiotem refleksji naukowej od lat 80. XX wieku. W bogatej literaturze, jaka funkcjonuje na tym rynku, event marketing rozumiany jest jako innowacyjne, autonomiczne narzędzie komunikacji, którego trzon stanowi event.
Rozbudowaną literaturę prezentuje rynek amerykański. Rozwinął on wiedzę na temat zastosowań wydarzeń specjalnych w komunikacji – zarówno tę w wymiarze naukowym, jak i w zakresie praktycznych wskazówek dla pracowników branży marketingowej. Drogę do „autonomizacji” eventu jako narzędzia komunikacji widać w pracach Philipa Kotlera. W książce „Marketing” z początku XXI wieku opisuje marketing oparty na wydarzeniach jako „narzędzie wspierające” sprzedaż. Natomiast w nowej, zaktualizowanej wersji „Marketingu” eventy są już osobnym, samodzielnym narzędziem promocji-mix, a ich stosowanie autor określa mianem „marketingu wydarzeń i doświadczeń” i definiuje jako organizowane przez przedsiębiorstwo działania i programy, których celem codzienne lub okazjonalne, mające związek z marką interakcje z konsumentami, obiecujące wydarzenia sportowe, kulturalne, rozrywkowe, charytatywne, jak również inne, mniej formalne działania.
Badania nad event marketingiem można spotkać także w wielu innych europejskich krajach. Rozumienie event marketingu jako formy komunikacji opartej na emocjach przedstawia czeski badacz Petr Šindler. Proponuje też minimalistyczną definicję „Event marketing = event + marketing”
Z kolei brytyjski słownik Cambridge Dictionary podaje dwa rozumienia tego terminu: działanie wykorzystujące event do promocji produktów, lub działanie skupione na promocji samego wydarzenia.
Dwoje duńskich badaczy, Dorothe Gerritsen i Ronald van Olderen, w książce Events as a strategic marketing tool stwierdza, że event marketing skupia w sobie trzy obszary: marketing, eventy i komunikację, i jest to koncepcja, która ma za zadanie wspieranie możliwości budzenia zainteresowania publiczności przez biznes, organizacje i media. Słowem-kluczem jest tu komunikacja, która jest osią nowoczesnego marketingu.

## Event marketing na gruncie polskim
Termin „event marketing” na polskim gruncie jest pojęciem stosunkowo nowym. Termin ten został rozpowszechniony w Polsce po roku 2000. Wcześniej, przed rokiem 2000, terminami często spotykanymi były „organizacja imprez”, „marketing sponsorski”, „eventing”. Obecnie rozumienie event marketingu stabilizuje się, głównie za sprawą powstających na ten temat naukowych publikacji (m.in. Event marketing jako nowa forma organizacji procesów komunikacyjnych, red. A. Grzegorczyk, Warszawa 2009; P. Jaworowicz, M. Jaworowicz, Event marketing w Zintegrowanej Komunikacji Marketingowej, Warszawa 2016). Polskie rozumienia tego terminu w dużej mierze wywodzą się z badań, które dotychczas wypracowały rynki zagraniczne.

## Event marketing a event management
Event marketing nie jest tożsamy z pojęciem event management. Event marketing jest narzędziem zintegrowanej komunikacji marketingowej, bazującym na wykorzystaniu różnego rodzaju wydarzeń. Jest zatem de facto marketingiem z wykorzystaniem eventu. Event management jest natomiast procesem zarządzania organizacją wydarzeń. Jest to także profesjonalna działalność, będąca na świecie przedmiotem dyscypliny event studies.

## Event marketing a sponsoring
Event marketing wiele łączy ze sponsoringiem. Oba te narzędzia wykorzystują różnego rodzaju wydarzenia do celów marketingowych organizacji. Pole znaczeniowe sponsoringu jest jednak szersze. Event marketing koncentruje się tylko na wydarzeniach, natomiast sponsoring może dotyczyć wspierania wydarzeń, ale też osób, miejsc, instytucji i wielu innych podmiotów.
Drugą różnicą jest zaangażowanie przedsiębiorstwa w przygotowanie wydarzenia. Event marketing zakłada, że przedsiębiorstwo jest zaangażowane w każdy etap prac – wytwarza koncepcję wydarzenia zgodną z określonymi calami, następnie inicjuje projekt i organizuje go przy wykorzystaniu zasobów własnych i podwykonawców. W przypadku sponsoringu przedsiębiorstwo nie jest (lub jest w znikomym zakresie) zaangażowana w przygotowanie wydarzenia. Sam event jest zamkniętym produktem, organizowanym przez podmiot zewnętrzny i oferowanym w postaci konkretnych świadczeń do wykorzystania przedsiębiorstwie w zamian za określone wynagrodzenie.

## Event marketing, marketing eventu i marketing na evencie
- Event marketing jest wykorzystywaniem wydarzenia do osiągania zewnętrznych celów związanych z marką, osobą, ideą czy miejscem.
- Marketing eventu jest promowaniem samego eventu – skupia się na wydarzeniu i bezpośrednio realizuje cel z nim związany.
- Marketing na evencie to prowadzenie przez sponsora lub organizatora działań marketingowych w trakcie wydarzania. Główne ich formy to sprzedaż i ekspozycja marek.

## Badanie event marketingu
Event marketingiem od strony teoretycznej zajmują się m.in. nauki o komunikowaniu i mediach (aspekt komunikacyjny), ekonomia i zarządzanie (aspekt zarządzania marketingowego), turystyka (aspekt organizacji wydarzeń, wyjazdów), nauki psychologiczne (aspekt zachowań ludzkich na imprezach masowych i rola emocji w poznawaniu) oraz nauki prawne (aspekt prawa gospodarczego i prawa cywilnego), a także dyscypliny artystyczne (aspekt organizacji wystaw i muzealnictwa).